# David Stockman (Politiker)

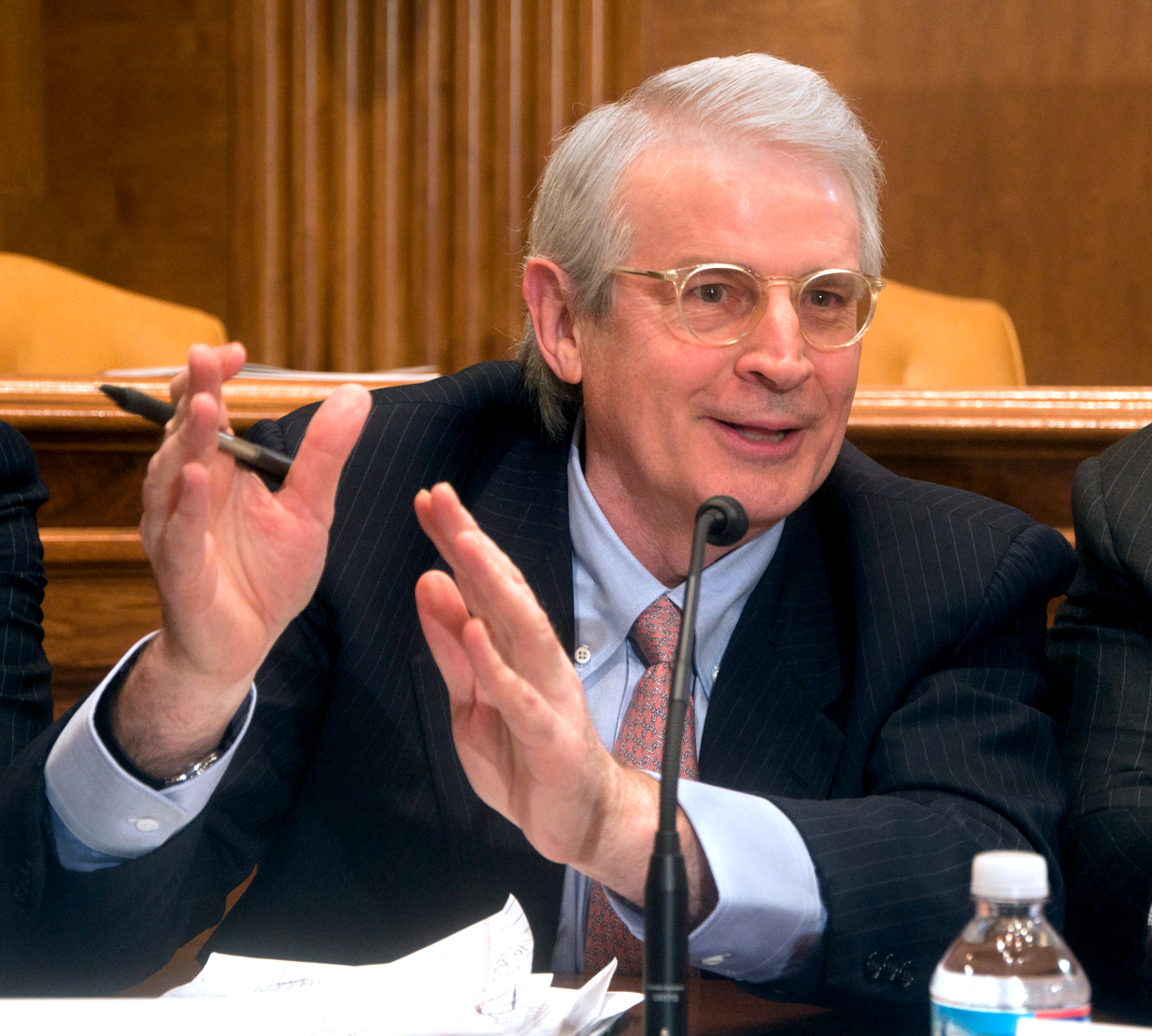
David Stockman

David Alan Stockman (* 10. November 1946 in Fort Hood, Texas) ist ein US-amerikanischer Politiker. Zwischen 1977 und 1981 vertrat er den Bundesstaat Michigan im US-Repräsentantenhaus. Danach gehörte er bis 1985 als Direktor des Office of Management and Budget dem Kabinett der Vereinigten Staaten an.

## Werdegang
David Stockman besuchte die öffentlichen Schulen in St. Joseph (Michigan). Im Jahr 1964 absolvierte er die Lakeshore High School. Anschließend studierte er bis 1968 an der Michigan State University in East Lansing sowie mit Unterbrechungen bis 1975 an der Harvard University.
Politisch wurde Stockman Mitglied der Republikanischen Partei. Zwischen 1970 und 1972 gehörte er zum Stab des Kongressabgeordneten John B. Anderson aus Illinois. Zwischen 1972 und 1975 war er Geschäftsführer der Fraktion der republikanischen Kongressabgeordneten (Executive Director of the Republican Conference). Bei den Kongresswahlen des Jahres 1976 wurde er im vierten Wahlbezirk von Michigan in das US-Repräsentantenhaus in Washington, D.C. gewählt, wo er am 3. Januar 1977 die Nachfolge von Edward Hutchinson antrat. Nach zwei Wiederwahlen konnte er bis zu seinem Rücktritt am 27. Januar 1981 im Kongress verbleiben.
Stockmann legte sein Mandat nieder, weil er von Präsident Ronald Reagan als Leiter des Office of Management and Budget in dessen Kabinett berufen worden war. Dieses Amt bekleidete er bis zum 1. August 1985. In den folgenden Jahren arbeitete Stockman in der privaten Wirtschaft. Von 1985 bis 1988 war er einer der Direktoren der in New York City ansässigen Bank Salomon Brothers. Danach gehörte er dem Vorstand einiger Investmentfirmen an. Im Jahr 2003 wurde Stockman Vorstandsvorsitzender der Firma Collins & Aikman, die in der Automobilzuliefererbranche tätig war und später in Konkurs ging.  Dabei geriet er unter Betrugsverdacht. Es kam aber zu keiner Anklageerhebung.
David Stockman ist mit Jennifer Blei verheiratet, mit der er zwei Kinder hat.